# Seznam milenek českých panovníků

Znak Čech

Seznam milenek českých panovníků

## Milenky
| Portrét | Jméno                              | Manžel(ka)                               | Narození      | Milenka (milenec) od | Milenka (milenec) do | Úmrtí          | Děti | Panovník                      |
| ------- | ---------------------------------- | ---------------------------------------- | ------------- | -------------------- | -------------------- | -------------- | --- | ----------------------------- |
|         | Božena (Křesinova)                 |                                          | ?             | ?                    | 9. listopadu 1034    | 1052           | 1. Břetislav I. (asi 1002–1055) 2. Vratislav                                                                                             | Oldřich                       |
|         | Anežka z Kuenringu (všechny děti?) |                                          | asi 1236      | ?                    | 25. října 1261       | ?              | 1. Mikuláš I. Opavský (asi 1255–1318) 2. Anežka 3. N. (dcera) 4. N. (dcera) 5. Jan, probošt vyšehradský († 1296) 6. Eliška 7. N. (dcera) | Přemysl Otakar II.            |
|         | N. N.                              |                                          | ?             | ?                    | ?                    | ?              | 1. Jan Volek (?–1351), biskup olomoucký 2. Alžběta (Eliška) (před 1305–1347)                                                             | Václav II.                    |
|         | Diemut                             |                                          | ?             | ?                    | ?                    | ?              | 1. Matthäus Chunzmann (?–1363), biskup brixenský                                                                                         | Jindřich Korutanský           |
|         | N. N.                              |                                          | ?             | ?                    | ?                    | ?              | 2. Albrecht | Jindřich Korutanský           |
|         | Flura von Galsaun                  | Walter von Tengernsee-Galsaun            | asi 1302      | ?                    | ?                    | asi 1350       | 3. Matthias zu Obermontani | Jindřich Korutanský           |
|         | N. N.                              |                                          | ?             | ?                    | ?                    | ?              | 1. Mikuláš Lucemburský (1322–1358), patriarcha aquilejský 2. Jindřich Lucemburský                                                        | Jan Lucemburský               |
|         | Alžbeta Morzsinayová               | Vajk Hunyadi                             | ?             | ?                    | ?                    | ?              | János Hunyadi (asi 1407–1456) | Zikmund Lucemburský           |
|         | Barbara Edelpöcková                | Friedrich von Enzersdorf                 | ?             | 1470                 | 1476                 | 1495           | Jánoš Korvín (1473–1504) | Matyáš Korvín                 |
|         | Angelitha Wass                     | N. Ethey                                 | ?             | asi 1520             | asi 1521             | ?              | János Wass (asi 1521–po 1580) | Ludvík Jagellonský            |
|         | Kateřina Stradová                  |                                          | ?             | 1579                 | ?                    | 1629           | 1. Julio Caesar (1584/86–1609) 2. Carlos d'Austria (1603–1628)                                                                           | Rudolf II.                    |
|         | Euphemia von Rosenthal             |                                          | ?             | ?                    | ?                    | ?              | 3. Karolina d'Austria (1591–1662) 4. Matyáš d'Austria (1594–1626)                                                                        | Rudolf II.                    |
|         | Lucia von Neuhaus                  |                                          | ?             | ?                    | ?                    | ?              | ? | Rudolf II.                    |
|         | N. N.                              |                                          | ?             | ?                    | ?                    | ?              | 5. Anna Dorothea d'Austria (1580–1624) 6. Dorothea d'Austria (1611/12–1694)                                                              | Rudolf II.                    |
|         | Wolfgang von Rumpf                 |                                          | ?             | ?                    | ?                    | ?              | homosexuální styk | Rudolf II.                    |
|         | Philip Lang                        |                                          | ?             | ?                    | ?                    | ?              | homosexuální styk | Rudolf II.                    |
|         | N. N.                              |                                          | ?             | ?                    | ?                    | ?              | Matyáš d'Austria | Matyáš Habsburský             |
|         | N. N.                              |                                          | ?             | ?                    | ?                    | ?              | 1. Ludwig von Eschenbach (1719–1779) | Karel VII. Bavorský           |
|         | N von Haslang                      |                                          | ?             | ?                    | ?                    | ?              | 2. Marie Josepha von Hohenfels (1720–1797)                                                                                               | Karel VII. Bavorský           |
|         | Sophie Caroline von Ingelheim      |                                          | ?             | ?                    | ?                    | ?              | 3. Franz Ludwig (1723–1780) hrabě | Karel VII. Bavorský           |
|         | Maria Josepha Topor von Morawitzky |                                          | 1714          | ?                    | ?                    | 1789           | 4. N (son) (1735–?) hrabě | Karel VII. Bavorský           |
|         | Josepha Fugger                     |                                          | 1719          | ?                    | ?                    | 1794           | 5. N. (1739/40–?) hrabě | Karel VII. Bavorský           |
|         | N. N.                              |                                          | ?             | ?                    | ?                    | ?              | 6. N de Wart | Karel VII. Bavorský           |
|         | Maria Wilhelmina von Neipperg      | Johann Adam Joseph, Fürst von Auerspergg | 1738          | 1755                 | 18. srpna 1765       | 1775           | bez potomků | František I. Štěpán Lotrinský |
|         | Anna Nahowski (Anna Nowak)         | 1. N. Heuduck 2. Franz Nahowski          | 1860          | 1875                 | 1888                 | 1931           | bez potomků | František Josef I.            |
|         | Kateřina Schrattová                | Miklós Kiss                              | 11. září 1853 | 1883                 | 21. listopadu 1916   | 17. dubna 1940 | bez potomků | František Josef I.            |
| Portrét | Jméno                              | Manžel(ka)                               | Narození      | Milenka (milenec) od | Milenka (milenec) do | Úmrtí          | Děti | Panovník                      |